# 下川江那
下川 江那（しもかわ えな、1940年9月18日 - ）は、日本の女優、声優。福岡県柳川市出身。福岡県立伝習館高等学校卒業。劇団手織座を経て、プロダクション・タンク所属。下川 清子の名を使っていた時期もある。地方出身を活かして柳川弁や久留米弁の方言指導も行う。

## 出演作品

### ラジオ
- 赤江珠緒 たまむすび - TBSラジオ  2012年10月 火曜日「おばあちゃんのつぶやき」→「家政婦は聴いた!」(赤江産休中)→「リメンバー・ミー おばあちゃんのつぶやき」(赤江復帰後)→「おばあちゃんのやさしいつぶやき」→「おばあちゃんのつぶやきファイナル」のコーナーのナレーション。　2012年10月〜2021年7月、同8月〜不定期、2022年1月〜2023年3月。

### テレビ
- 特別機動捜査隊 NET
- 仮面ライダーシリーズ MBS
  - 仮面ライダー 第52話「俺の名は怪鳥人ギルガラスだ！」 - 母親
  - 仮面ライダーX ※1974年
- おしん ※1983年、NHK
- 顔のない女
- キイナ〜不可能犯罪捜査官〜
- 刑事追う!
- 警視庁捜査一課9係 ※テレビ朝日
- 坂の上の雲（広瀬智満） ※2009年 - 2011年、NHK
- Gメン'75　第110話「警視庁宮ノ森交番のトリック」（1977年、TBS）
- 死ぬんじゃない
- 素敵に女ざかり
- 西部警察 第86話「決断12時」（1981年）
- 太陽にほえろ!
- 徳川の夫人たち
- 特捜最前線
- 20才の別離
- HUNTER〜その女たち、賞金稼ぎ〜
- 半七捕物帖
- 冬物語 ※1972 - 1973年、日本テレビ
- 必要ない人
- 氷点
- 松本清張シリーズ 依頼人（1977年、NHK） - 中山夫人
- 松本清張サスペンス・隠花の飾り / 愛犬 ※1986年、関西テレビ
- 松本清張スペシャル 渡された場面 ※1987年、日本テレビ
- 水色の季節
- 物書同心いねむり紋蔵 ※1998年、NHK
- 私が子供だったころ

### 映画
- あかね雲
- ひめゆりの塔
- まぼろしの邪馬台国（方言指導）
- 私は貝になりたい

### 吹き替え
- ER緊急救命室シーズン15 #1（ローズ・フランクリン〈ノーマ・マイケルズ〉）
- WITHOUT A TRACE/FBI 失踪者を追え!
- ウォーロード/男たちの誓い
- NCIS 〜ネイビー犯罪捜査班
- カウガールズ・アンド・エンジェルズ
- 恐怖の事件簿
- グッド・ワイフ （スザンヌ・モリス判事〈ジェーン・アレグザンダー〉）※シーズン2～6の通算5話。スピンオフ『グッド・ファイト』でも同じ役で2話に出演。
- グレイズ・アナトミー
- 恋とニュースのつくり方
- コールドケース
- ジ・アルティメットファイター
- CSI:9 科学捜査班
- ジーク アンド ルーサー
- ジャイアント（カン・ジョンジャ）
- 食客
- チーズチーズチーズ
- ドゴールとチャーチル
- バーディーバディ（おばあさん）
- HAWAII FIVE-0（ミセス・スペンサー（パティ・デューク））
- ビルの休日
- プライベート・プラクティス 迷えるオトナたち
- 弁護士イーライのふしぎな日常
- マリリン 7日間の恋（シビル・ソーンダイク（ジュディ・デンチ））
- ミス・マープル5 ポケットにライ麦を（マッケンジー夫人）
- ミディアム 霊能者アリソン・デュボア（イザベラ・ヴァンゲル）
- 名探偵ポワロ
- ラブレイン
- 路上のソリスト
- 私はラブ・リーガル

### テレビアニメ
- NARUTO -ナルト- 疾風伝（うずまきミト）

### VP
- TKP介護相談員
- 日冠連消費者
- 全国葬儀社協会
- 避難訓練

### 舞台
- どん底
- ふるさとの詩
- 罪
- 愛の凄鬼
- 落日の涯
- 女殺し油地獄
- おりきと与六
- 人間最後の誇り
- 泥の子
- かの子繚乱
- 熊野比丘尼
- 利休の妻
- はなれ瞽女おりん
- 涙をたらした神
- 桜の園
- 枡落とし
- 楢山節考
- ガラスの動物園
- かあちゃん
- 雪枝と貞子
- ウオツシエ
- 季節のない街
- 湯葉と文鎮
- 光の庭

### CD
- C＆K アルバム「55」　55ナビゲーターとして出演

### オーディオドラマ
- AudioMovie(R) おばあちゃんの旅（2023年、祖母[3]）